# 瀧乃湯

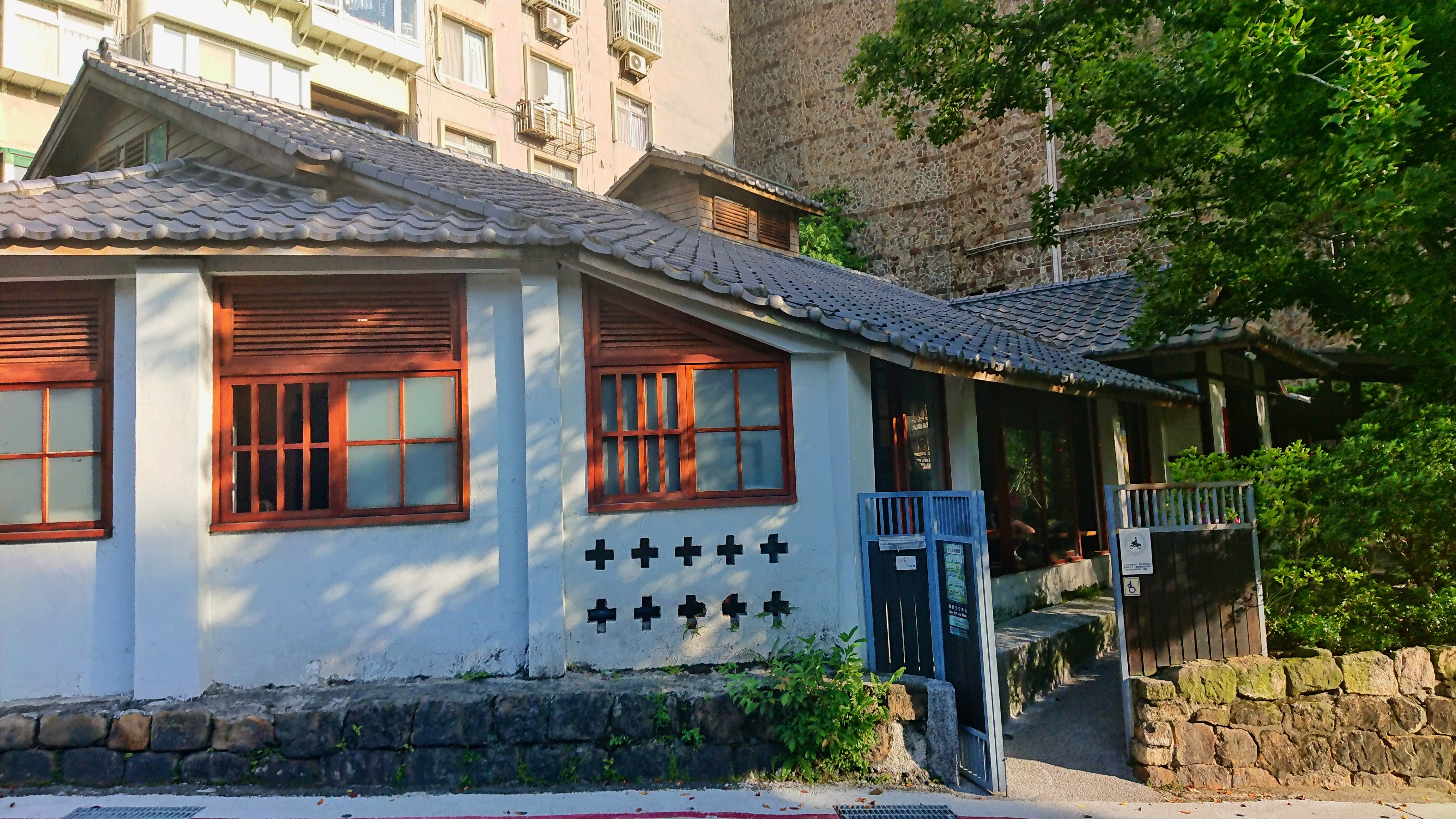
瀧乃湯外觀

瀧乃湯（たきのゆ）是位在台灣台北市北投區光明路244號（北投溫泉）的錢湯（公眾浴場）。台灣現存最古的浴場之一。

## 歷史
瀧乃湯原址為日治時期台灣總督府陸軍衛戍醫院北投分院之浴場，在明治40年（1907年）對外開放，原稱「北投溫泉公共浴場」，由民間的台灣婦人慈善會經營。開業當初僅有露天的男湯。
1913年臺北州北投溫泉浴場（今北投溫泉博物館）啟用，此浴場因此改名為瀧乃湯。大正12年（1923年），攝政宮皇太子裕仁親王台灣行啟，為了配合皇太子的北投溫泉巡行，而設置湯屋的女湯。
戰後，1945年，由陸軍接收，之後被國有財產局拍賣，由得標者林添漢經營，傳承多年後今由其孫代經營。

## 脚注
1. 1 2 3  . 台灣光華雜誌. 2024-12: 14–17. ISSN 1991-525X.
2. ↑  .   [2023年4月16日]. （原始内容存档于2023年4月23日）.
3. ↑  .   [2023-04-16]. （原始内容存档于2023-04-16）.

## 關連項目
- 北投溫泉博物館

## 外部連結
- 瀧乃湯 （页面存档备份，存于）